# Evangelisches Pfarrhaus (Feucht)

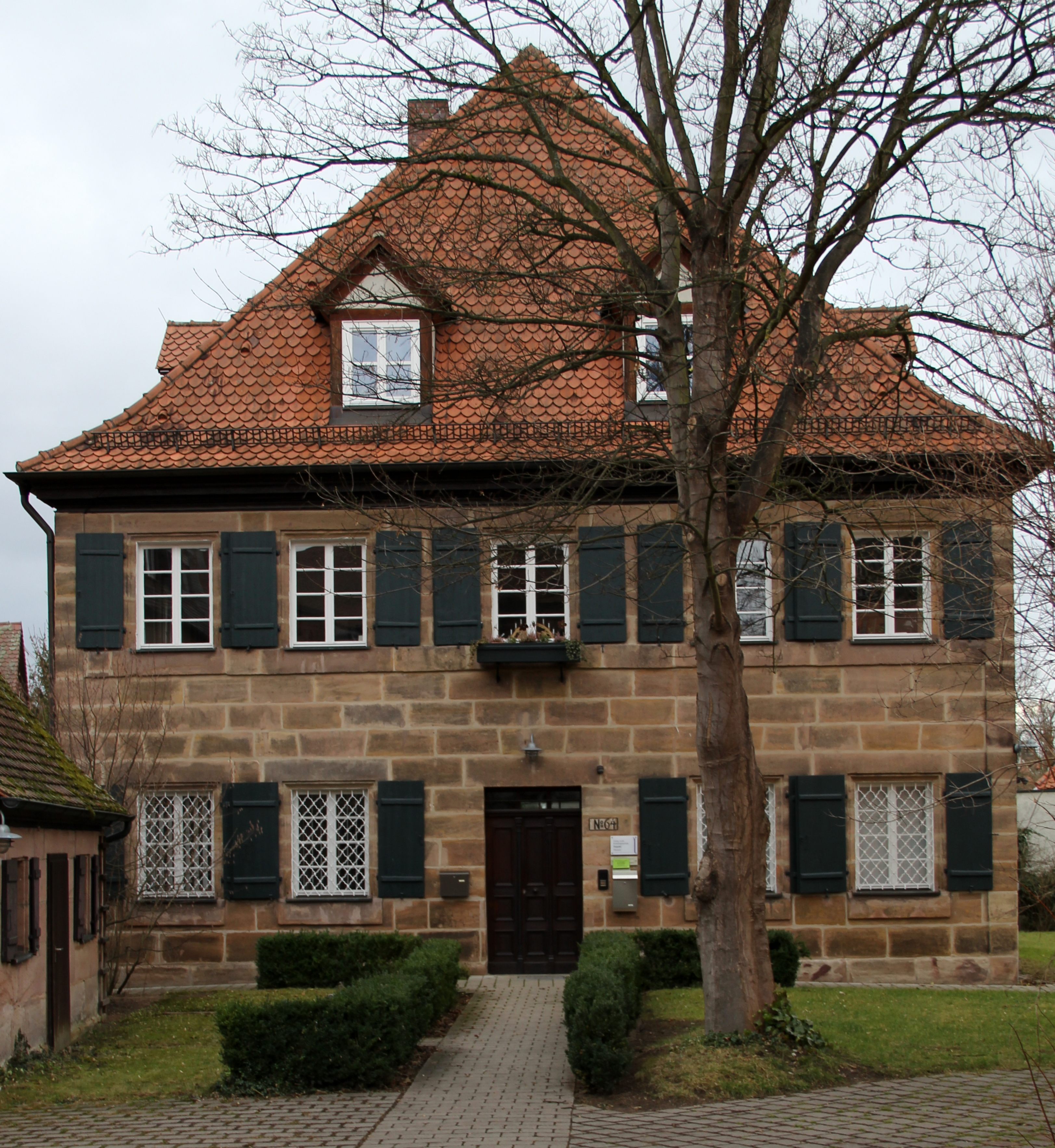
Evangelisches Pfarrhaus in Feucht

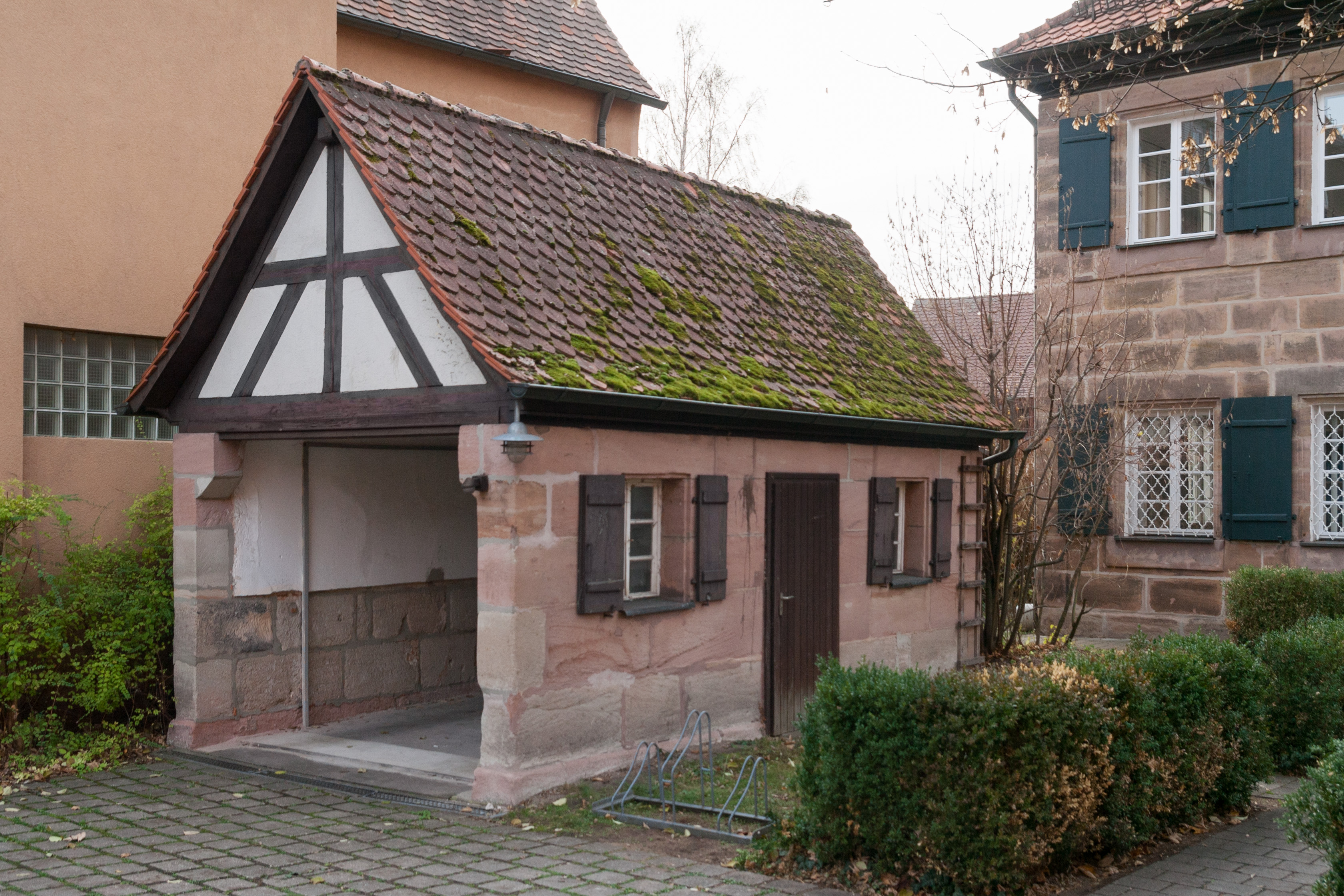
Nebengebäude

Das Pfarrhaus in Feucht, eines Marktes im mittelfränkischen Landkreis Nürnberger Land in Bayern, wurde 1732 errichtet. Das evangelische Pfarrhaus an der Hauptstraße 64 ist ein vom Bayerischen Landesamt für Denkmalpflege ausgewiesenes Baudenkmal.

## Beschreibung
Zugehörig zum Baudenkmal sind das heute als Garage genutzte Nebengebäude und Teile der ehemaligen Einfriedung. Der Pfarrhaus, ein zweigeschossiger Sandsteinquaderbau mit Walmdach, hat vier zu fünf Fensterachsen. Die Dachgauben sind regelmäßig angeordnet.
Das Nebengebäude mit Satteldach, besteht ebenfalls aus Burgsandstein und stammt vermutlich aus dem 18. Jahrhundert, so wie auch die Sandsteinpfosten der Einfriedung.

## Geschichte
Der baufällige Vorgängerbau wurde im April 1732 abgerissen. Das abgerissene Haus wurde beschrieben als zweistöckiges Wohnhaus mit drei Stuben zum Einheizen, eine Sommerstube, Küche, Kammer, Kuhstall, Holzstatt, Stadel, Badstüblein mit Waschkessel und Hennestüblein. Zwei Wochen nach dem Abriss erfolgte die Grundsteinlegung des heutigen Gebäudes. Im Januar 1733 war das Gebäude bezugsfähig. Das Haus diente als Wohnsitz des Pfarrers. Neben dem Gebäude und einem Hausgarten gehörten einige kircheneigene Äcker und Wiesen (sog. Pfründe) zum Anwesen. 1834 wird nur noch das „Pfarrackerl“ als Kirchenbesitz zugehörig bezeichnet. Der Hausgarten war zeitweise im französischen Stil gestaltet (niedrige Hecken, geometrische Form der Beete).
Heute ist das Anwesen das Pfarrhaus der Evangelisch-lutherischen Kirchengemeinde Feucht.